# Вилпатту (национальный парк)
Вилпатту, Уилпатту (синг. විල්පත්තු ජාතික වන උද්‍යානය) — национальный парк в северо-западной части острова Шри-Ланка.
Уилпатту основан в 1938 году на площади более 131 тыс. га для охраны саванновых лесов и зарослей кустарников. Здесь обитают азиатские слоны, буйволы, медведи-губачи, леопарды, птицы-носороги, ибисы, пеликаны, павлины, ходулочники. На территории парка насчитывается более 40 пресных и солёных озёр.